# Сикија (Иматија)
Сикија (грч. Συκιά) је насељено место у општини Бер у периферији Средишња Македонија, Грчка. Према попису из 2021. године било је 136 становника.
Македонски историчар Тодор Симовски, наводи да је Сикија грчко насеље, која је на попису из 1913. године имала 91 становника.